# Mighty Joe Young
Mighty Joe Young (Joe: El gran gorila en Hispanoamérica, y Mi gran amigo Joe en España) es una película fantástica de aventuras de Ron Underwood del año 1998. Es una nueva edición de la película Mighty Joe Young del año 1949.

## Trama
Un grupo de tres cazadores furtivos encabezados por Andrei Strasser atacan a un grupo de gorilas en un parque natural. Se produce entonces un tiroteo con los vigilantes del parque resultando en la muerte de un gorila y de la madre de la pequeña Jill Young. Un bebé de gorila ayuda a espantar a los cazadores amputando dos dedos de uno de los cazadores de un mordisco.
Unos años más tarde Jill Young es ya toda una mujer y el bebé de gorila ha crecido para transformarse en un enorme gorila. Al gorila se le lleva a un parque en Los Ángeles, donde le amenazan los cazadores. El gorila se escapa y recorre la ciudad hasta terminar en un parque de ocio.
Uno de los cazadores quiere matar a Young, por lo que prende fuego al parque. En el momento que tiene a Young en el visor de su escopeta, Joe le mata. Acto seguido Joe salva a un joven atrapado en una cabina de una noria, acto en el que resulta herido.
El joven al que Joe salvó realiza una donación y los bomberos y otras personas hacen lo propio. Con el dinero se crea un área en África donde se abre un parque natural donde Joe vivirá en libertad.

## Taquilla
La película se filmó en Los Ángeles, en Long Beach y en Hawái. El costo de la producción ascendió a 90 millones de dólares y recaudó 50,6 millones de dólares y 4,3 millones de libras en Reino Unido.

## Crítica
James Berardinelli escribió en ReelViews, la primera película del año 1949 se comparó con la película King Kong de 1933, mientras que esta película contaba con algunos elementos del King Kong de 1976. La película fue una obra maestra de los efectos visuales. Berardinelli alabó a Bill Paxton y a Charlize Theron.
Roger Ebert calificó a la película en el Chicago Sun-Times del 25 de diciembre de 1998 de calurosa y divertida. Alabó los efectos visuales de las tomas cortas de Joe.<ref>Roger Ebert</

## Galardones
- 1999: Nominado el Óscar a los mejores efectos visuales.
- 1999: Nominado al Premios Saturn a los mejores efectos visuales y por el papel de Charlize Theron.
- 1999: Premios Genesis